# Elefanten im Schienenverkehr

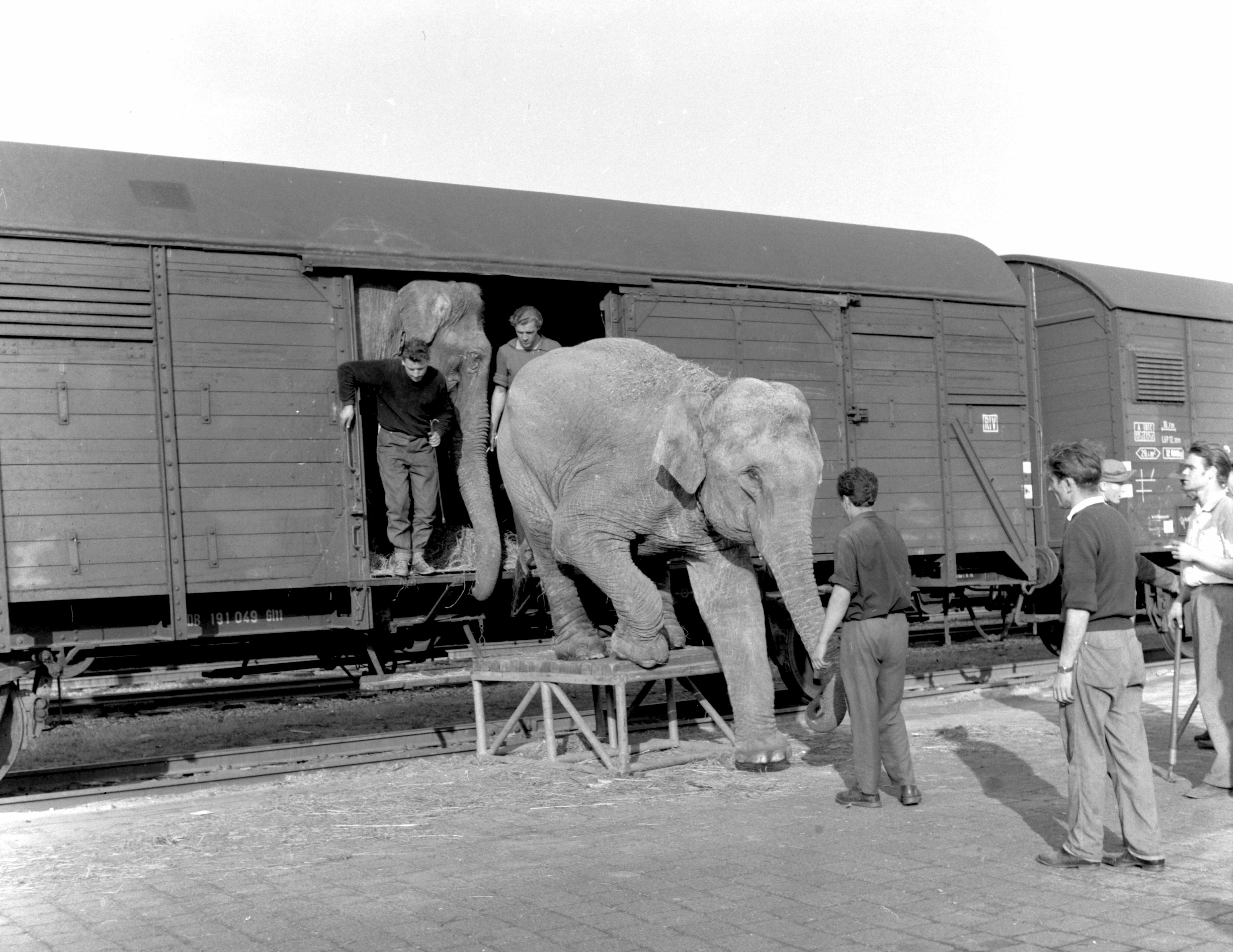
Ankunft der Elefanten des Zirkus Krone in Utrecht, 15. Mai 1959

Elefanten im Schienenverkehr nehmen gegenüber anderen Tieren eine Sonderstellung ein. Sie stellen aufgrund ihrer Größe und ihres Gewichts besondere Anforderungen für einen Transport und auch eine größere Gefahr als andere Tiere bei Unfällen dar.

## Transport von Elefanten

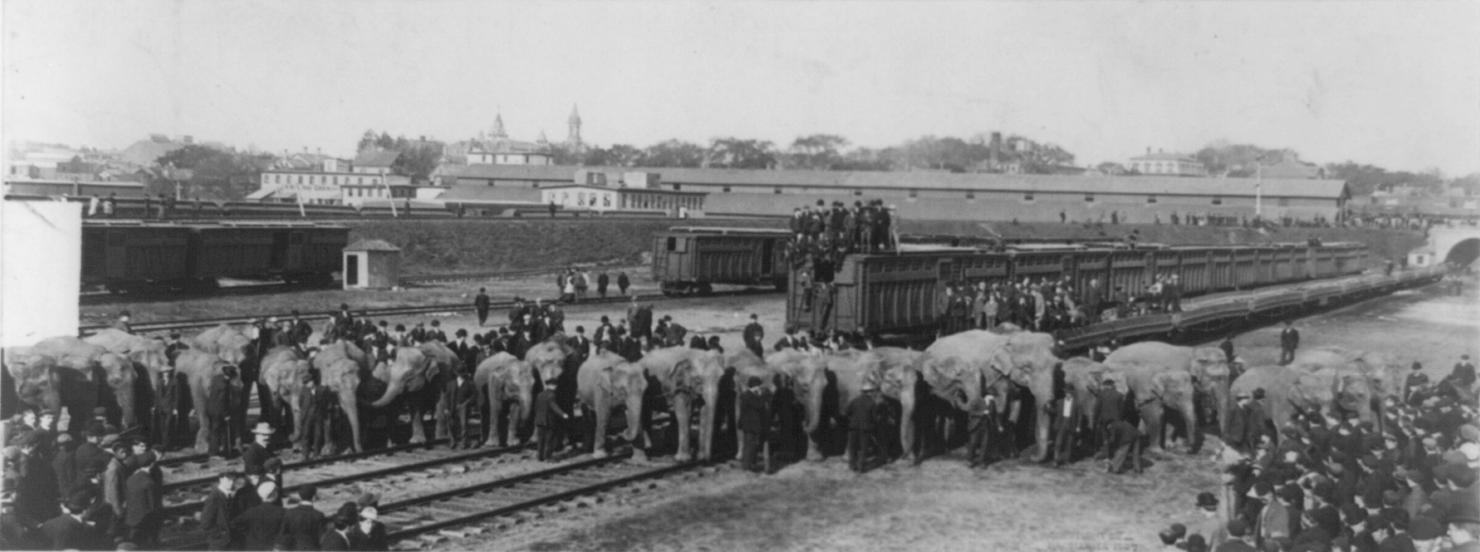
Die Elefanten vor dem Zirkus-Zug von Ringling Bros. and Barnum & Bailey (1907)

Für den Transport von Zirkuselefanten hielten eine Reihe von Bahngesellschaften, aber auch Zirkusunternehmen selbst in vielen Ländern besondere Güterwagen vor. Der Transport von Elefanten stand, wenn ein Zirkus mit der Bahn reiste, immer im Zentrum der öffentlichen Aufmerksamkeit. 1999 wurde für einen Film ein Elefant in einem Wagen der Berliner S-Bahn, dessen Boden extra verstärkt war, transportiert.

### Deutschland

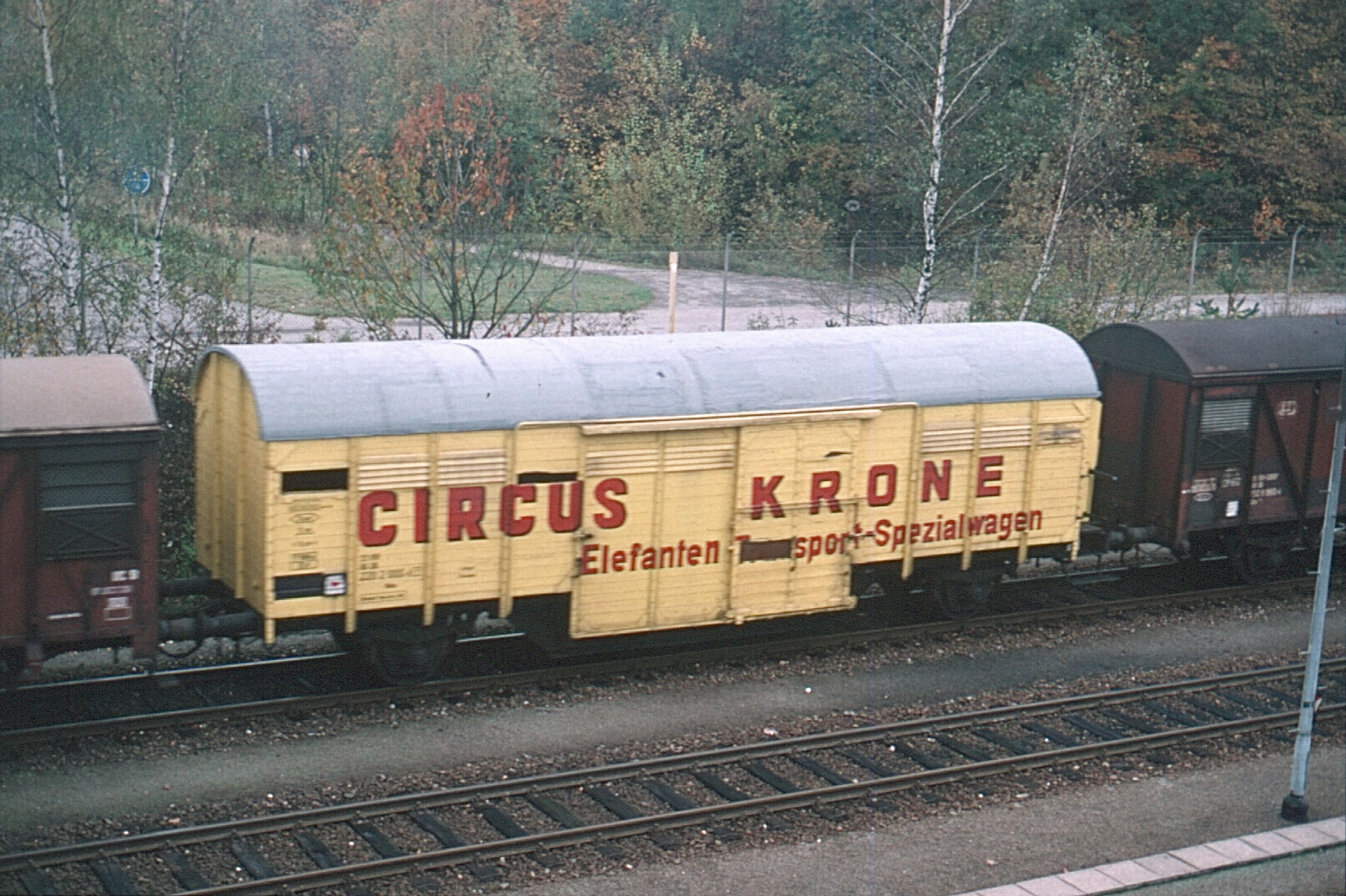
Wagen 23 80 220 2 000-8 des Circus Krone, 1993

In Deutschland wurden 1925 für den Circus Krone drei „Elefanten-Transport-Spezialwagen“ bei der Waggonfabrik Josef Rathgeber gebaut. Diese zunächst weißen, später gelben Wagen besaßen Überlänge, 31,5 m² Ladefläche und hatten gegenüber normalen gedeckten Güterwagen zwischen den Achsen einen tiefer liegenden Boden sowie große Schiebetüren. Die Wagen waren als Privatgüterwagen und zunächst bei der Deutschen Reichsbahn, später bei der Deutschen Bundesbahn (DB) mit Heimatbahnhof München Hauptbahnhof eingestellt. Sie konnten bis zu fünf Elefanten aufnehmen. Nach dem Zweiten Weltkrieg wurden zwei dieser Wagen verschrottet, da kleinere Elefanten auch in normalen Güterwagen untergebracht werden konnten. Lediglich für die größten Elefanten wurde ein Exemplar bis zum Ende des Bahntransports beim Zirkus Krone im Jahr 1999 vorgehalten, das bei der DB zuletzt unter der Gattungsbezeichnung Hkko lief. Dieser Wagen hatte ursprünglich die Betriebsnummer 516 596, später 21 80 020 0 700-1 und 23 80 220 2 000-8, und ist museal erhalten.

### Indien

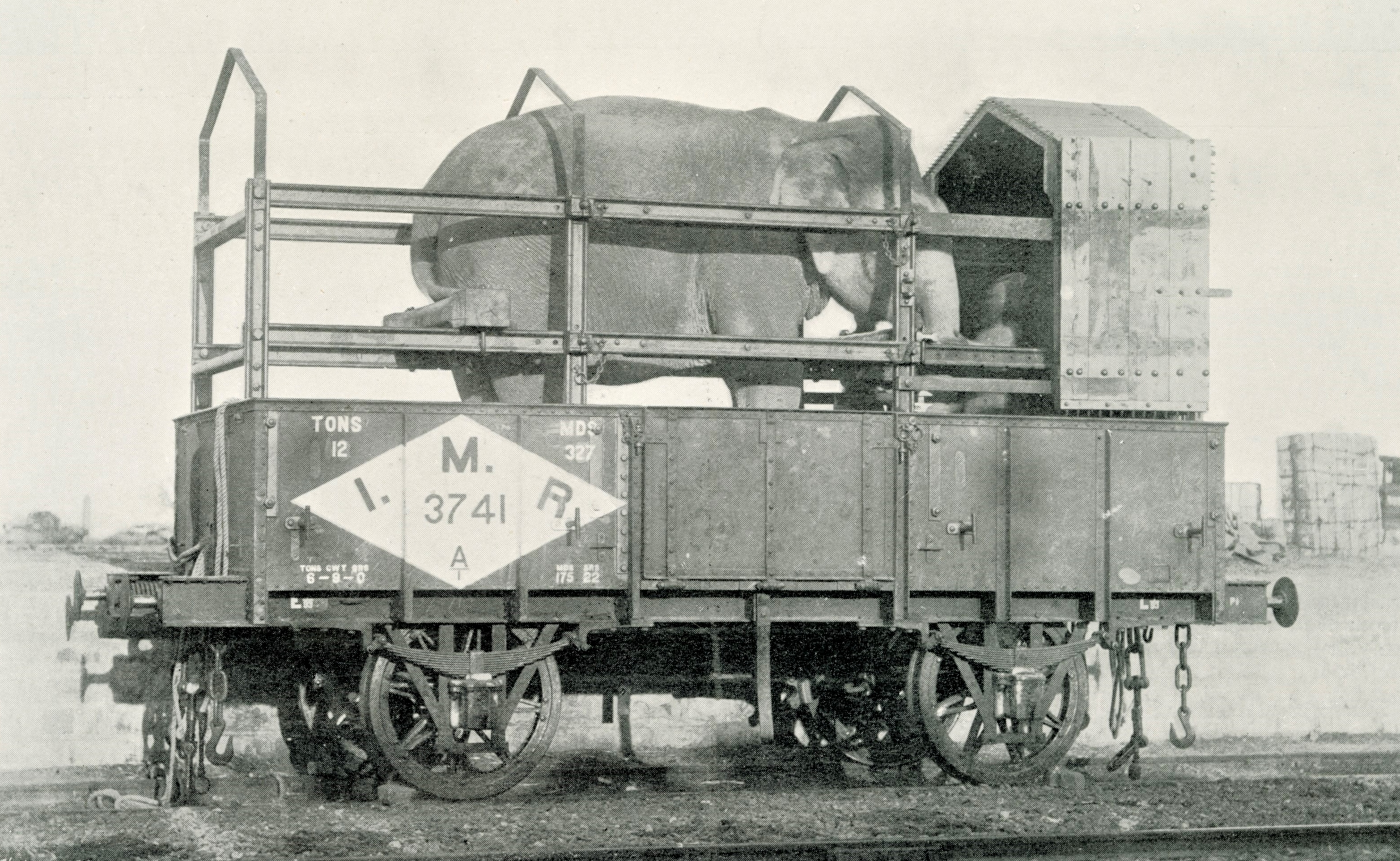
Elefantentransport bei der Indian Midland Railway, 1897

In Indien wurden Elefanten anfangs auf zweiachsigen offenen Güterwagen mit einem speziellen Aufbau transportiert. In den 1920er Jahren bauten mehrere Eisenbahngesellschaften eigene Elefantentransportwagen. Dies waren spezielle Tiefbett-Tragwagen auf denen ein großer Käfig montiert war, in dem ein Elefant transportiert werden konnte.

### Schweiz
Der Schweizer Circus Knie verwendete seit 1933 ebenfalls spezielle Elefantentransportwagen, die bei den SBB als Gattung Hcks geführt wurden. Im Gegensatz zu dem abgesenkten Boden der deutschen Wagen erhielten diese ein erhöhtes Dach, um die nötige Ladehöhe zu ermöglichen.

### USA

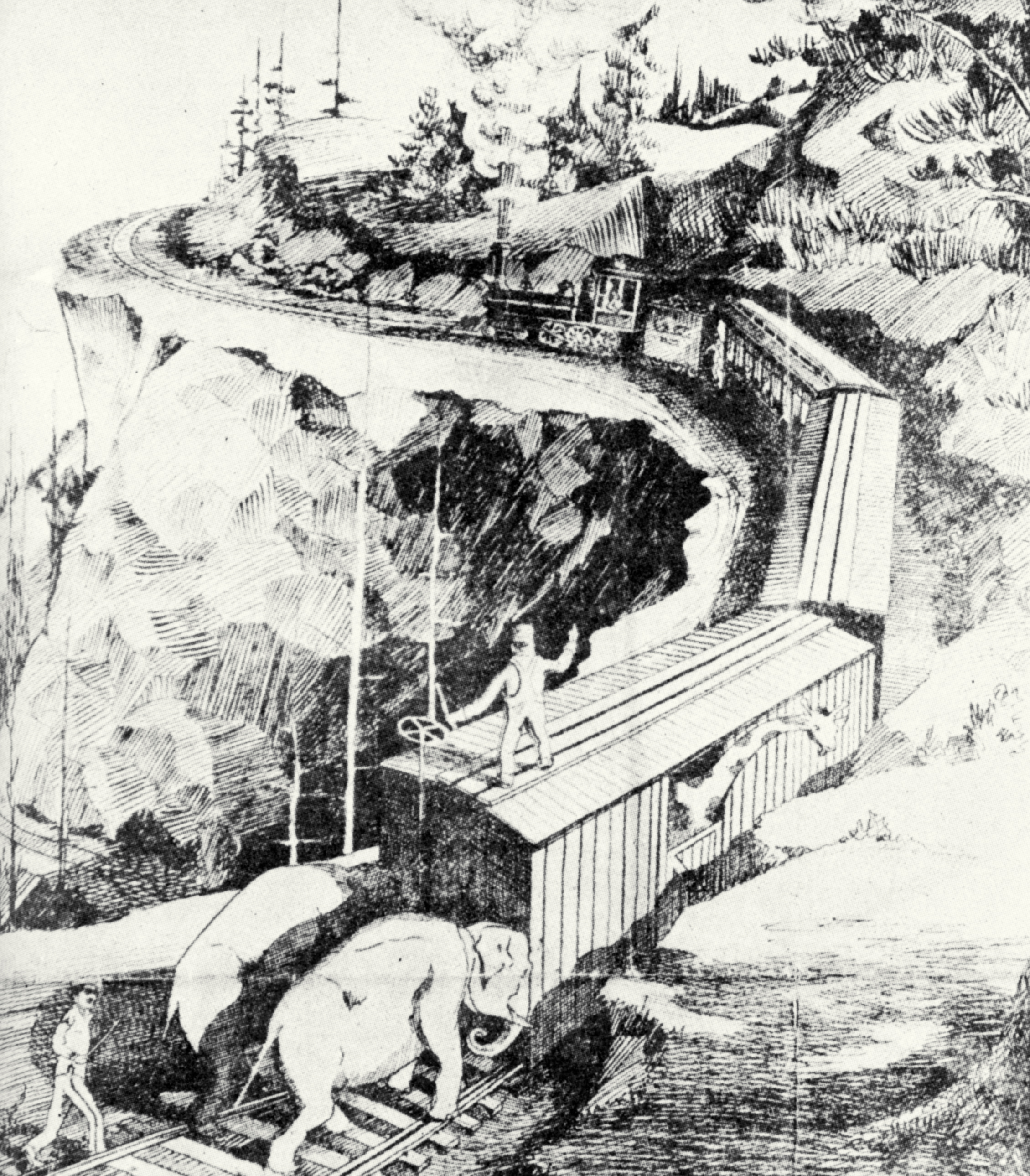
Elefanten schieben einen Zirkusszug nach, der Schwierigkeiten hat, die Passhöhe Climax vor Leadville, Colorado, zu überwinden, Ende 19. Jh.

In den USA transportierte der Ringling Bros. and Barnum & Bailey Circus bis zum Mai 2016 auch die Elefanten in seinen beiden Sonderzügen in speziell dafür ausgelegten Wagen. Auf Elefanten – und damit auch deren Transport – wurde aufgrund gesteigerter Auflagen des Tierschutzes seitdem verzichtet; im Mai 2017 schloss der Zirkus mit seiner letzten Aufführung.

## Betriebszwischenfälle

### Deutschland

#### Nerdin
Beim Transport von drei Elefanten des Cirkus Hagenbeck auf der Mecklenburg-Pommerschen Schmalspurbahn (MPSB) Mitte 1930 in je einem offenen Güterwagen entgleiste in einer Kurve bei Nerdin einer dieser Wagen. Als Unfallursache wurde eine zu heftige Eigenbewegung des Elefanten vermutet. Die Unfallstelle wurde nach diesem Ereignis als „Elefantenkurve“ bezeichnet.

#### Wuppertal

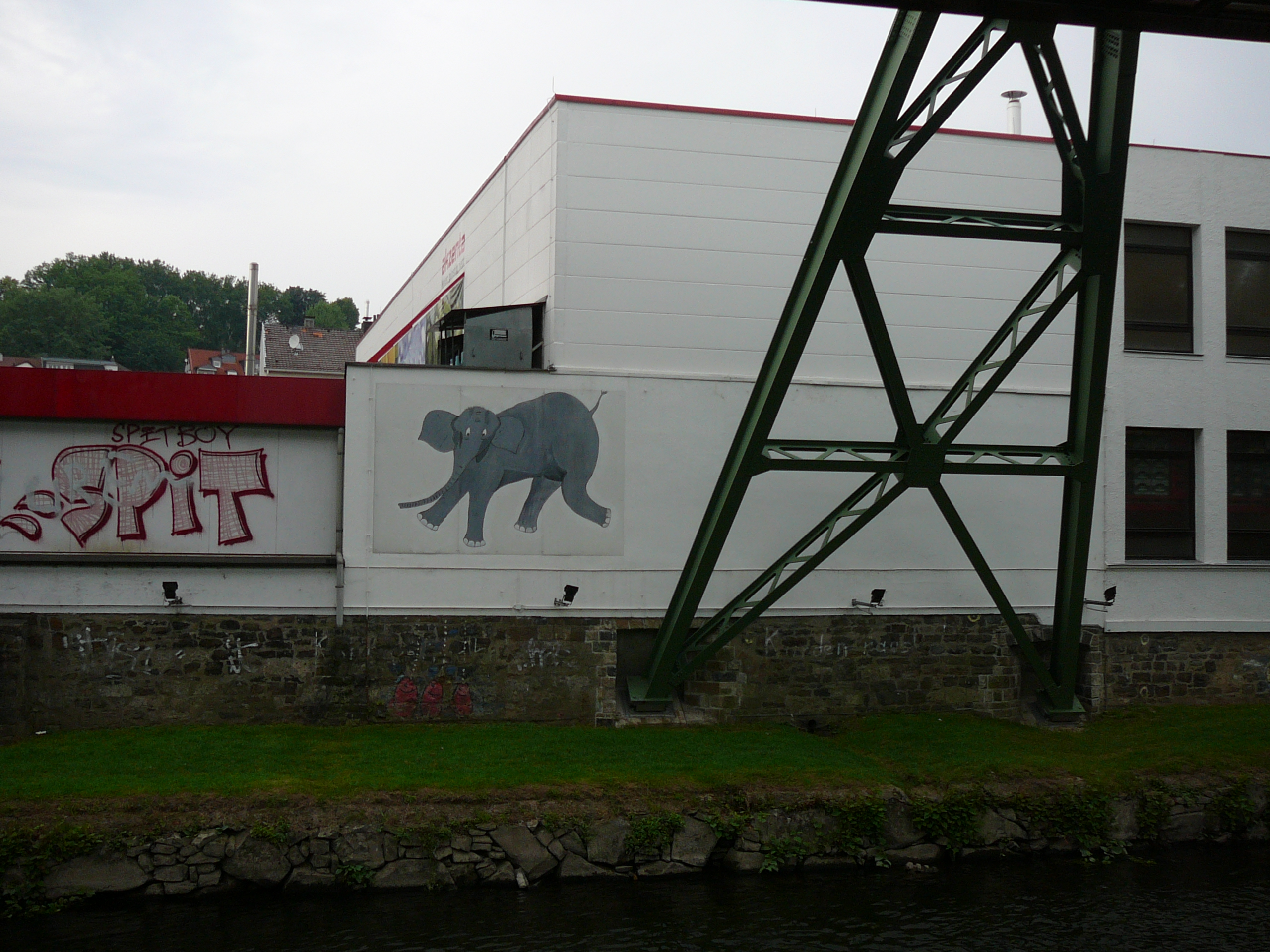
Der Sprung von Tuffi wurde künstlerisch auf einer Wand in der Nähe der Unfallstelle festgehalten

Am 21. Juli 1950 ließ der Zirkus Althoff seinen halbwüchsigen Elefanten Tuffi zu Werbezwecken mit der Wuppertaler Schwebebahn fahren. Das durch das Fahrgeräusch verschreckte Tier durchbrach bereits nach wenigen Metern zwischen den Stationen Alter Markt und Adlerbrücke die Seitenwand des Fahrzeugs und stürzte in die Wupper, wobei es sich kaum verletzte. Bei den mitfahrenden Reportern brach eine Panik aus und es gab einige Verletzte. Franz Althoff und der verantwortliche Leiter der Verkehrsabteilung der Wuppertaler Stadtwerke, der die Fahrt genehmigt hatte, wurden in einem Strafverfahren wegen gefährlichen Eingriffs in den Bahnverkehr zu Geldstrafen verurteilt. Die Schwebebahn sei als Transportmittel für Elefanten ungeeignet, stellte das Gericht – nicht ganz überraschend – fest.

Der Vorfall wurde so bekannt, dass er bis heute örtliche Folklore darstellt, für Werbezwecke genutzt wird und die Milchwerke Köln-Wuppertal sogar ihre Milchprodukte nach Tuffi benannten. Die von dem Unfall erhältlichen Postkarten und Fotos sind allerdings alle Fotomontagen. Den Augenblick des Sturzes hat niemand im Bild festgehalten. 

### Nordamerika

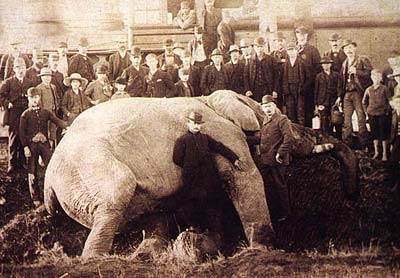
Jumbo nach seinem Zusammenstoß mit der Lokomotive

Am 15. September 1885 starb Jumbo, der wohl berühmteste Elefant seiner Zeit, als er von einem Expressgüterzug der Grand Trunk Railway in St. Thomas, Ontario, angefahren wurde. Der Zirkus Barnum and Bailey: The Greatest Show on Earth hatte seine Zelte neben der Bahnlinie aufgeschlagen. Mit Erlaubnis der Bahngesellschaft wurden die Tiere zwischen dem auf einem Nebengleis abgestellten Zirkuszug und dem Zelt über die Gleise geführt. Bei dem Unfall wurden Jumbo und ein weiterer Elefant vom ankommenden Güterzug erfasst und in den Zirkuszug gestoßen. Die Lok, deren Schlepptender und zwei Wagen des Güterzugs entgleisten.
1891 wurde von der Southern Pacific Railroad ein Elefant in einem Zug befördert. In der Nähe von Delta, Kalifornien, gelang es ihm, mit seinem Rüssel den Haltebolzen aus der Kupplung zu ziehen und diese zu lösen. Die Lokmannschaft bemerkte erst nach 30 km, dass der Zug getrennt worden war.

### Indien
Im Naturschutzgebiet Chapramari, im Distrikt Jalpaiguri im indischen Bundesstaat Westbengalen, kam es mehrfach zu schweren Unfällen zwischen Zügen und Elefanten. Bei einem Unfall am 8. Februar 2002 wurde ein Elefant getötet und zwei wurden verletzt, 2007 wurden insgesamt 20 Elefanten bei mehreren Unfällen mit Zügen angefahren und starben und bei einem weiteren Eisenbahnunfall 2010 wurden sieben Elefanten getötet. Der schwerste Unfall aber ereignete sich am 13. November 2013, als ein Zug in eine Elefantenherde fuhr, wobei ebenfalls 7 Tiere starben und weitere verletzt wurden. 
Auch an anderen Stellen wurden Unfälle mit Elefanten bekannt, so etwa am 2. Mai 2000, als der Doon Express auf dem Weg von Dehradun nach Howrah mit Lokomotive und drei Wagen entgleiste, als er an einem unbeschrankten Bahnübergang zwischen Raiwala Junction und Motichur im Bundesstaat Uttarakhand in eine Elefantenherde fuhr. Ein Elefant kam ums Leben. Am 4. Februar 2008 fuhr ein Fernverkehrstriebwagen bei einer Leerfahrt zwischen den Bahnhöfen  Podanur und Madukarai in Tamil Nadu in eine Herde Elefanten. Drei Elefanten starben, drei Fahrzeuge des Triebwagens entgleisten. Am 17. Juli 2009 kollidierte der Schnellzug 2684 von Bangalore nach Ernakulam zwischen den Bahnhöfen Madukarai und Walayar mit einem Elefanten, was dieser nicht überlebte. Die Lokomotive und ein Wagen wurden leicht beschädigt.